# Paluküla (Haaslava)
Paluküla – wieś w Estonii, w prowincji Tartu, w gminie Haaslava.